# Parovactis clavata
Parovactis clavata är en korallart som beskrevs av Eugène Leloup 1964. Parovactis clavata ingår i släktet Parovactis och familjen Cerianthidae. Inga underarter finns listade i Catalogue of Life.